# Gare de Bailleau-le-Pin
La gare de Bailleau-le-Pin est une gare ferroviaire française de la ligne de Chartres à Bordeaux-Saint-Jean, située sur le territoire de la commune de Bailleau-le-Pin, dans le département d'Eure-et-Loir, en région Centre-Val de Loire.
C'est une gare de la Société nationale des chemins de fer français (SNCF) desservie par des trains du réseau TER Centre-Val de Loire qui effectuent des missions entre Chartres et Brou ou Courtalain - Saint-Pellerin.

## Situation ferroviaire
Établie à 171 mètres d'altitude, la gare de Bailleau-le-Pin est située au point kilométrique (PK) 102,854 de la ligne de Chartres à Bordeaux-Saint-Jean, entre les gares ouvertes de La Taye et Magny - Blandainville..

## Histoire
La gare de Bailleau-le-Pin est mise en service par la Compagnie du chemin de fer d'Orléans à Rouen lors de l'ouverture de sa ligne de Chartres à Brou le 7 mai 1876.

## Fréquentation
De 2015 à 2023, selon les estimations de la SNCF, la fréquentation annuelle de la gare s'élève aux nombres indiqués dans le tableau ci-dessous.
| Année     | 2015   | 2016   | 2017   | 2018   | 2019   | 2020   | 2021   | 2022    | 2023   |
| --------- | ------ | ------ | ------ | ------ | ------ | ------ | ------ | ------- | ------ |
| Voyageurs | 77 159 | 75 577 | 74 398 | 76 427 | 79 178 | 67 661 | 95 047 | 128 173 | 89 886 |

## Service des voyageurs

### Accueil
Gare SNCF, elle dispose d'un bâtiment voyageurs, avec guichet, ouvert du lundi au vendredi et fermé les samedis dimanches et fêtes. Elle est équipée d'automates pour l'achat des titres de transport.

### Desserte
Bailleau-le-Pin est desservie par des trains TER Centre-Val de Loire qui effectuent des missions entre Chartres et Brou ou Courtallain - Saint-Pellerin.

### Intermodalité
Un parc pour les vélos et un parking pour les véhicules sont aménagés.

## Service des marchandises
Cette gare est ouverte au trafic du fret, avec un « service limité aux transports par train sur installation terminales embranchées ».